# Redfoo
Stefan Kendal Gordy (Los Angeles, 3 de setembro de 1975), mais conhecido pelo nome artístico Redfoo, é um cantor, rapper, produtor musical, DJ e dançarino norte-americano. Ele foi metade da dupla de EDM LMFAO, que formou em 2006 com seu meio-sobrinho Sky Blu. O duo ficou conhecido pelos sucessos Party Rock Anthem (com Lauren Bennett e GoonRock) e Sexy and I Know It, ambos lançados em 2011 e que alcançaram o topo da Billboard Hot 100.
O LMFAO assinou contrato com a will.i.am Music Group, um selo da Interscope Records, e lançou dois álbuns de estúdio — Party Rock (2009) e Sorry for Party Rocking (2011) — antes de se separar em 2012. Redfoo lançou seu primeiro álbum solo, Party Rock Mansion, em 2016.

## Início da vida
Redfoo nasceu em 3 de setembro de 1975, filho de Berry Gordy Jr. , fundador da gravadora Motown, e Nancy Leiviska. Frequentou a escola secundária com will.i.am e GoonRock. Redfoo formou na escola Palisades Charter High School em Pacific Palisades, Los Angeles, Califórnia em 1995.

## Discografia

### Álbuns de estúdio
| Título             | Detalhe do álbum                                                                           |
| ------------------ | ------------------------------------------------------------------------------------------ |
| Party Rock Mansion | - Lançamento: 18 de março de 2016 - Gravadora: Party Rock - Formatos: CD, digital download |

## Singles

### Como artista principal
| "Bring Out the Bottles"                                                                       | 2012 | —  | 12 | —   | 86 |                                     | Non-album singles  |
| "I'll Award You with My Body"                                                                 | 2013 | —  | —  | —   | —  |                                     | Non-album singles  |
| "Let's Get Ridiculous"                                                                        | 2013 | 1  | 31 | 106 | 97 | - ARIA: 4× Platina                  | Non-album singles  |
| "New Thang"                                                                                   | 2014 | 3  | 7  | 78  | —  | - ARIA : 2× Platina - RMNZ: Platina | Party Rock Mansion |
| "Juicy Wiggle"                                                                                | 2015 | 35 | —  | —   | —  |                                     | Party Rock Mansion |
| "Party Train"                                                                                 | 2016 | —  | —  | —   | —  |                                     | Party Rock Mansion |
| "—" indica que a gravação não foi incluída nas paradas ou não foi distribuída naquela região. |      |    |    |     |    |                                     |                    |